# Solis String Quartet
Il Solis String Quartet è un quartetto d'archi formatosi a Napoli nel 1991.

## Storia del gruppo
Il gruppo nasce nel 1990 da un'idea di Antonio Di Francia (violoncello) che insieme a Pasquale Cannavacciuolo (violino) e poi dall’incontro con Gerardo Morrone (viola) decidono di formare un quartetto d’archi che proponesse musica non classica. Cominciano a suonare alcune trascrizioni di standard jazz trascritti da Antonio Di Francia e successivamente poi anche da Sergio Esposito e Pino Jodice, si aggiunge al gruppo Agostino Oliviero (violino) e nasce il Quartetto Moderno (primo nome del gruppo). Dopo un anno circa di studio il gruppo esordisce il 6 gennaio dell’anno 1991 al Teatro Palapartenope di Napoli durante il “Concerto per la pace” (in riferimento alla guerra del Golfo).
Successivamente esce dal gruppo Agostino Oliviero che viene sostituito da Giulio Di Francia (fratello di Antonio) ed il gruppo assume definitivamente il nome di SOLIS string quartet, e proprio nel 1992 il M° Celso Valli (arrangiatore e produttore artistico dell'album di Claudio Baglioni OLTRE) sottopone all’attenzione del direttore artistico Pasquale Minieri di Baglioni il Solis, che li ingaggia per il tour Assieme. Successivamente nella ripresa del concerto di Baglioni ancorAssieme, esce dal gruppo Giulio Di Francia (violino) e viene sostituito dal violinista Vincenzo Di Donna. Nel 1994 partecipano al tour Europeo al fianco di Adriano Celentano. Nel 1995 propongono ad Edoardo Bennato di realizzare un concerto per solo quartetto d’archi e voce e così grazie a Dario Zigiotto allora direttore artistico di Villa Arconati, esordiscono a Bollate (Milano) nell’ambito di questa famosa rassegna che si tiene ogni anno in questa splendida villa.
Nel 1996 esce dal gruppo Pasquale Cannavacciuolo che viene sostituito da Luigi De Maio, e nello stesso anno realizzano il disco con Bennato “Quartetto d’archi” a cui seguirà una lunga collaborazione durata 5 anni di concerti in italia e soprattutto all’estero. Contemporaneamente a Bennato nel 1996 iniziano una straordinaria collaborazione con l’arpista svizzero Andreas Vollenweider, che li ascolta in concerto a Basilea con Bennato, tanto da rimanerne affascinato, entusiasta dal loro modo di suonare gli propone una collaborazione ed una partecipazione in un tour di concerti all’estero. Qualche anno dopo con Vollenweider parteciperanno anche nell’album Cosmopoly con 2 brani.

I Solis accompagnano Elisa nel Festival di Sanremo 2001 condotto da Raffaella Carrà

Nel 2001 esce il primo album del Solis string quartet con tutti brani originali scritti da Antonio Di Francia, sono ospiti del disco James Senese, Katia Ricciarelli, Rossana Casale e Walter Keiser; nello stesso anno sono sul palco del Festival di Sanremo ad accompagnare Elisa, che vincerà l'edizione, e due premi della critica, con Luce (tramonti a nord est). Nel 2004 collaborano con Gianna Nannini alla realizzazione dell'album Perle.
Insieme a Noa e Carlo Fava, con la canzone Un discorso in generale, vincono il "Premio della critica Mia Martini" al Festival di Sanremo 2006.
Nello stesso anno pubblicano il loro secondo lavoro discografico, l'album Promenade, che viene distribuito in molti paesi europei ad indicare l'interesse che il gruppo suscita a livello internazionale. Collaborano al disco, tra gli altri, Gianna Nannini, Richard Galliano e Noa.
Nel corso del 2008 il gruppo ha partecipato alla realizzazione dell'album dei Negramaro La finestra. Viene pubblicato nel 2009 l'album R.evolution, composto da 15 canzoni di successo di altri musicisti italiani, che interpretano le rispettive parti vocali, e dal brano strumentale "Viaggiare", composto da Antonio Di Francia.
Nella terza serata del Festival di Sanremo 2010 accompagnano la performance del giovane cantante Marco Mengoni. Ancora, al Festival di Sanremo 2012 accompagnando Noa in duetto con Eugenio Finardi.
Nella serata delle cover del Festival di Sanremo 2020 accompagnano la performance della giovane cantautrice italo-francese Giordana Angi, esibendosi col brano La Nevicata del '56.

## Formazione
- Vincenzo Di Donna (Torre del Greco, 5 agosto 1964) - violino
- Luigi De Maio (Meta, 20 maggio 1965) - violino
- Gerardo Morrone (Pompei, 1º marzo 1968) - viola
- Antonio Di Francia (Pozzuoli, 4 marzo 1961) - violoncello

## Discografia
Album in studio
- 2001 - Metrò (BMG Ricordi)
- 2006 - Promenade (Edel Music)
- 2009 - R.evolution (Universal)
- 2013 - 4or Solis
- 2022 - All You Need is Love (con Sarah Jane Morris) (Irma Records)

### Collaborazioni
- Ottantavogliadicantare (Roberto Murolo)
- Assieme (Claudio Baglioni)
- Ancorassieme (Claudio Baglioni)
- Se son rose fioriranno (Edoardo Bennato)
- Naples for Unicef (Tribute to Stevie Wonder)
- Hugability (Dodo Hug)
- Pazza di te (Mariella Nava)
- Pavarotti & Friends for War Child (di Luciano Pavarotti)
- Girasole (Giorgia)
- Quartetto d'archi (Edoardo Bennato)
- Storia d'amore (Avion Travel)
- Cosmopoly (Andreas Vollenweider)
- Serendipity (Premiata Forneria Marconi)
- Inaspettatamente (Marina Rei)
- Strani frutti (Rossana Casale)
- Il Cavaliere delle Dolomiti (La Zag)
- Uno in più (883)
- 99na (99 Posse)
- Afferrare una stella (Edoardo Bennato)
- Semplicemente (Alex Baroni)
- Questa parte di mondo (Paola Turci)
- Perle (Gianna Nannini e Christian Lohr)
- People (Jimmy Cliff)
- Live in Tel-Aviv (Noa & Solis String Quartet)
- La Finestra (Negramaro)
- Il cerchio della vita (Ivana Spagna)
- Credimi ancora (Marco Mengoni)
- Quando mi vieni a prendere (Luciano Ligabue)
- Nessuno (Marco Mengoni, cover di Mina)